# Discocyrtus niger
Discocyrtus niger is een hooiwagen uit de familie Gonyleptidae.